# Anna Tjepeleva
Anna Tjepeleva (ryska: Анна Сергеевна Чепелева), född den 26 juni 1984 i Volzjskij, Ryssland, är en rysk gymnast.
Hon tog OS-silver i lagmångkampen i samband med de olympiska gymnastiktävlingarna 2000 i Sydney.